# 下新 (新潟市)
下新（しもしん）は、新潟県新潟市秋葉区の町字。郵便番号は956-0825。

## 概要
1889年（明治22年）から現在の大字。阿賀野川と早出川との合流点に位置する。
もとは江戸時代から1889年（明治22年）まであった下新村の区域の一部。

### 隣接する町字
北から東回り順に、以下の町字と隣接する。
- 阿賀野市分田
- 阿賀野市千唐仁
- 五泉市一本杉
- 五泉市羽下
- 羽下
- 次屋
- 岡田
- 市新

## 歴史
浦沢村から分村して成立。元和年間に本間彦右衛門と土田忠祐らによって開発された。当初は下新田と称したが、1668年（寛文8年）の検地の際に改称した。

### 年表
- 1889年（明治22年）4月1日 : 合併により新関村の大字となり、村役場所在地となる。
- 1957年（昭和32年）3月18日 : 合併により新津市の大字となる。
- 1958年（昭和33年） : 一部が五泉市下新となる。
- 2005年（平成17年）3月21日 : 合併により新潟市の大字となる。
- 2007年（平成19年）4月1日 : 新潟市の政令指定都市移行により、秋葉区の大字となる。

## 世帯数と人口
2018年（平成30年）1月31日現在の世帯数と人口は以下の通りである。
| 大字 | 世帯数 | 人口  |
| ---- | ------ | ----- |
| 下新 | 62世帯 | 175人 |

## 小・中学校の学区
市立小・中学校に通う場合、学区は以下の通りとなる。
| 番地 | 小学校             | 中学校                 |
| ---- | ------------------ | ---------------------- |
| 全域 | 新潟市立新関小学校 | 新潟市立新津第五中学校 |

## 主な企業・施設
- 新潟市立新関小学校

## 交通
- 新潟県道17号新潟村松三川線